# 21716 Panchamia
A 21716 Panchamia (ideiglenes jelöléssel 1999 RX113) a Naprendszer kisbolygóövében található aszteroida. A LINEAR projekt keretében fedezték fel 1999. szeptember 9-én.